# Regillio Nooitmeer
Regillio Nooitmeer (Róterdam, Países Bajos; 16 de julio de 1983) es un futbolista neerlandés de origen haitiano. Juega como defensa y actualmente se encuentra sin club, tras su paso por FC Haka de la Ykkönen.

## Carrera

### Retiro
Nooitmeer decidió colgar las botas en septiembre de 2008. Se le ofreció un contrato en Drogheda United cuando su contrato expiró en Galway fue. Sin embargo, él no hizo las pruebas médicas y se le aconsejó retirarse del fútbol profesional. En 2010 lo intentó de nuevo una carrera profesional y se trasladó al FC Haka en Finlandia.

## Selección
Fue llamado para el equipo Sub-21 de Países Bajos en 2003. Debido a mínimas posibilidades de jugar con el primer equipo, se decidió a estar disponible para el equipo nacional de Haití. Nooitmeer es de ascendencia haitiana. En marzo de 2008 debutó con la selección nacional de Haití en un partido contra Ecuador. Su carrera internacional se vio truncada por la condición del corazón mal diagnosticado.

## Clubes
| Club            | País         | Año         |
| --------------- | ------------ | ----------- |
| FC Dordrecht    | Países Bajos | 2001 - 2003 |
| FC Luzern       | Suiza        | 2004        |
| VfR Aalen       | Alemania     | 2004 - 2005 |
| Helmond Sport   | Países Bajos | 2005 - 2007 |
| Galway United   | Irlanda      | 2007 - 2008 |
| Drogheda United | Irlanda      | 2009        |
| FC Haka         | Finlandia    | 2010 - 2011 |
| Birkirkara F.C  | Malta        | 2011 - 2012 |
| RKSV Leonidas   | Países Bajos | 2012        |
| FC Haka         | Finlandia    | 2013 - 2014 |
| RKSV Leonidas   | Países Bajos | 2014 - 2016 |